# Luis Manso
Luis Manso (Madrid, 1961) es un productor y director de cine español, productor de la mayoría de las películas dirigidas por Javier Fesser. Varias de sus películas obtuvieron diversos galardones, como Camino (2008), La gran aventura de Mortadelo y Filemón (2003), Bienvenidos (2015) y Campeones (2018) que logró tres premios Goya, entre ellos el de  Mejor película en 2019.
En 1992 fundó, junto a Javier Fesser, la productora Películas Pendelton, con la que ha producido la mayoría de sus películas.
En 2008 obtuvo el Goya a la mejor dirección de producción con Camino.
La producción de Campeones supuso un largo itinerario desde la idea, que fue rechazada por la mayoría de las productoras, hasta el guion final que se rehízo en función de las aportaciones de los actores, muchos de ellos discapacitados auténticos.

## Filmografía
- 1994 Aquel ritmillo (Corto)
- 1995 El secdleto de la tlompeta (Corto)
- 1998 El milagro de P. Tinto
- 2003 La gran aventura de Mortadelo y Filemón
- 2004 En el mundo a cada rato (Documental)
- 2004 Binta y la gran idea (Corto)
- 2005 Real, la película (Documental)
- 2006 Cándida
- 2008  Camino
- 2010 Última voluntad (Corto)
- 2011 Amigos...
- 2012 Depresión (Corto)
- 2013 Dolor (Corto)
- 2013 Invictus: El correo del César (Corto)
- 2014 Mortadelo y Filemón contra Jimmy el Cachondo
- 2015 Bienvenidos (Corto)
- 2015 Hostal Edén (Corto)
- 2016 17 años juntos (Corto)
- 2016 Servicio Técnico (Corto)
- 2017 Adivina (Corto)
- 2018 Ni distintos ni diferentes: Campeones (Documental-Making off)
- 2018 Campeones

## Premios y nominaciones
Premios Óscar
| Año  | Categoría          | Película             | Resultado |
| ---- | ------------------ | -------------------- | --------- |
| 2007 | Mejor cortometraje | Binta y la gran idea | Nominado  |

### Premios Goya
- 2004 Goya Mejor Dirección de Producción:  La gran aventura de Mortadelo y Filemón (2003)
- 2009 Goya Mejor Película: Camino
- 2015 Goya Mejor Película de Animación: Mortadelo y Filemón contra Jimmy el Cachondo
- 2019 Goya Mejor Película:  Campeones
- 2019 Goya Mejor Actor Revelación (Jesús Vidal):  Campeones
- 2019 Goya Mejor Canción Original:  Campeones (canción de Coque Malla: Este es el momento)

### Festival de Cine de L'Alfàs del Pi
- 2015 Mejor Guion: Bienvenidos (junto a Javier Fesser y Guillermo Fesser)

### Ko&Digital Festival Internacional Solidario
- 2015 Mejor película: Bienvenidos (junto a Javier Fesser y Guillermo Fesser)